# Jerry Palacios
Jerry Nelson Palacios Suazo (La Ceiba, Honduras, 1 de noviembre de 1981) es un exfutbolista hondureño que jugaba como delantero. Es hermano de los también futbolistas Milton Palacios, Johnny Palacios y Wilson Palacios.

## Selección nacional
Jerry Palacios participó en varias oportunidades con las diferentes selecciones nacionales de Honduras.
Palacios disputó un amistoso en enero del 2010 en Los Ángeles, EUA Frente a la Selección de fútbol de Estados Unidos a la cual derrotaron por un marcador de 3-1, partido en el que anotó un gol.
Palacios fue convocado entre los seleccionados para competir en el Mundial 2010 de Sudáfrica.
El 5 de mayo de 2014 se anunció que Palacios había sido convocado entre los 23 jugadores que disputarán la Copa Mundial de Fútbol de 2014 en Brasil con Honduras.

### Participaciones en Copas del Mundo
| Mundial                        | Sede      | Resultado      |
| ------------------------------ | --------- | -------------- |
| Copa Mundial de Fútbol de 2010 | Sudáfrica | Fase de grupos |
| Copa Mundial de Fútbol de 2014 | Brasil    | Fase de grupos |

### Goles internacionales
| Gol | Fecha               | Sede                                                     | Oponente       | Marcador | Resultado | Competencia |
| --- | ------------------- | -------------------------------------------------------- | -------------- | -------- | --------- | ----------- |
| 1.  | 3 de agosto de 2004 | Estadio Cuscatlán, San Salvador, El Salvador             | El Salvador    | 1–0      | 4–0       | Amistoso    |
| 2.  | 3 de agosto de 2004 | Estadio Cuscatlán, San Salvador, El Salvador             | El Salvador    | 2–0      | 4–0       | Amistoso    |
| 3.  | 3 de agosto de 2004 | Estadio Cuscatlán, San Salvador, El Salvador             | El Salvador    | 3–0      | 4–0       | Amistoso    |
| 4.  | 23 de enero de 2010 | The Home Depot Center, Carson, Estados Unidos            | Estados Unidos | 2–0      | 3–1       | Amistoso    |
| 5.  | 5 de marzo de 2014  | Estadio Olímpico Metropolitano, San Pedro Sula, Honduras | Venezuela      | 2–1      | 2–1       | Amistoso    |

## Clubes
| Club               | País       | Año         |
| ------------------ | ---------- | ----------- |
| Olimpia            | Honduras   | 2001 - 2005 |
| Motagua            | Honduras   | 2005 - 2006 |
| Olimpia            | Honduras   | 2006 - 2007 |
| Vida               | Honduras   | 2007        |
| Olimpia            | Honduras   | 2007 - 2008 |
| Marathón           | Honduras   | 2008 - 2010 |
| Hangzhou Greentown | China      | 2010        |
| Hunan Billows      | China      | 2011        |
| Platense           | Honduras   | 2012        |
| Alajuelense        | Costa Rica | 2013 - 2014 |
| ATM FA             | Malasia    | 2014 - 2015 |
| Real Sociedad      | Honduras   | 2016        |
| Vida               | Honduras   | 2016-2017   |
| Real de Minas      | Honduras   | 2018-2019   |
| Belmopan Bandits   | Belice     | 2019        |